# Ostedes rufipennis
Ostedes rufipennis är en skalbaggsart som beskrevs av Maurice Pic 1944. Ostedes rufipennis ingår i släktet Ostedes och familjen långhorningar. Inga underarter finns listade i Catalogue of Life.